# Gastornithiformes
Gastornithiformes es un orden extinto de aves , aunque a veces se les considera como Anseriformes. Las aves de este grupo vivieron desde el Paleoceno hasta el Eoceno extendiéndose a través de Asia, Europa, Norteamérica y posiblemente Australia.. Los miembros de este grupo eran aves de gran tamaño no voladoras, un poco similares a un avestruz pero con una constitución más robusta y con un gran pico. Son consideradas hoy en día como aves omnívoras o herbívoras, aunque se han considerado tradicionalmente como depredadoras.

## Taxonomía y evolución
Las relaciones filogenéticas de los Gastornithiformes han sido materia de discusión por largo tiempo. Las gastornítidas como Gastornis han sido por largo tiempo considerados como miembros de los Gruiformes. Sin embargo los Gruiformes parecen ser una agrupación parafilética, incluyendo algunos linajes que son exclusivamente de Gondwana y sin relación cercana aparente con las grullas, rállidos y parientes los cuales son comunes en Eurasia y África pero raros en América. Desde finales de la década de 1980 ay los primeros análisis filogenéticos de las relaciones de las gastornítidas, comenzó a crecer el contexto de que las aves de este linaje eran parientes cercanas de las anátidas y las anímidas, las Anseriformes.
Al reconocer la aparentemente cercana relación entre las gastornítidas y las anseriformes, algunos investigadores incluso las clasificaron dentro del propio grupo de los anseriformes. Otros prefieren restringir el nombre Anseriformes solo al grupo corona formado por todas las especies modernas, y reúnen el grupo mayor que incluye a los parientes extintos de las anseriformes en el clado Anserimorphae (el cual es el criterio usado en este artículo). Aunque se consideraba generalmente que este orden era monotípico, un artículo publicado en 2017 relacionado con la evolución y filogenia de las aves gigantes realizado por Worthy y colaboradores encontró que existe apoyo filogenético a la idea de que las dromornítidas o "mihirungs" (Dromornithidae) son el taxón hermano de las gastornítidas. Las dromornítidas son otra familia de aves no voladoras gigantes que han sido clasificadas tanto como anserimorfos o anseriformes corona cercanamente relacionados con los chajás (Anhimidae) o como el taxón hermano de los Anseriformes. Worthy et al. (2017) incorporaron varios taxones y rasgos característicos en las matrices existentes de Galloanserae lo cual dio como resultado varias filogenias que apoyan este agrupamiento. Los autores señalaron que el apoyo por bootstrap tiene poco soporte y una de sus filogenias incluso encontraba que los gastornitiformes serían en cambio galliformes troncales. Estos también tenían un débil soporte. A continuación se muestra una filogenia simplificada mostrando una de sus filogenias en que se clasifica a los gastornitiformes como anserimorfos.
|                   | †Vegaviiformes                                                                                  |
|                   |                                                                                                 |
| Gastornithiformes | \| \| †Gastornithidae (gastornítidos) \| \| \| \| \| \| †Dromornithidae (mihirungs) \| \| \| \| |
|                   | \| \| †Gastornithidae (gastornítidos) \| \| \| \| \| \| †Dromornithidae (mihirungs) \| \| \| \| |
|                   | †Gastornithidae (gastornítidos)                                                                 |
|                   |                                                                                                 |
|                   | †Dromornithidae (mihirungs)                                                                     |
|                   |                                                                                                 |

|  | †Gastornithidae (gastornítidos) |
|  |                                 |
|  | †Dromornithidae (mihirungs)     |
|  |                                 |

|                   | †Vegaviiformes                                                                                  |
|                   |                                                                                                 |
| Gastornithiformes | \| \| †Gastornithidae (gastornítidos) \| \| \| \| \| \| †Dromornithidae (mihirungs) \| \| \| \| |
|                   | \| \| †Gastornithidae (gastornítidos) \| \| \| \| \| \| †Dromornithidae (mihirungs) \| \| \| \| |
|                   | †Gastornithidae (gastornítidos)                                                                 |
|                   |                                                                                                 |
|                   | †Dromornithidae (mihirungs)                                                                     |
|                   |                                                                                                 |

|  | †Gastornithidae (gastornítidos) |
|  |                                 |
|  | †Dromornithidae (mihirungs)     |
|  |                                 |

Un análisis publicado en un artículo de 2021 por Agnolin concluyó que el género Brontornis, procedente de depósitos del Mioceno de Argentina y que ha sido considerado tradicionalmente como una "ave del terror" (fororrácido), sería en realidad un gastornitiforme emparentado de cerca con los dromornítidos.